# Tim Matavž
Tim Matavž (Šempeter pri Gorici, 1989. január 13. –) szlovén válogatott labdarúgó, a ciprusi Omónia Nicosia játékosa.

## Fordítás
- Ez a szócikk részben vagy egészben  a   Tim Matavž című angol Wikipédia-szócikk fordításán alapul.  Az eredeti cikk szerkesztőit annak laptörténete sorolja fel. Ez a jelzés csupán a megfogalmazás eredetét és a szerzői jogokat jelzi, nem szolgál a cikkben szereplő információk forrásmegjelöléseként.